# Manuel Paleólogo
Manuel Paleólogo (1455–) era o filho mais novo de Tomás Paleólogo e Catarina Zaccaria. Era irmão do imperador de jure do antigo Império Bizantino André Paleólogo e de Sofia Paleóloga, grã-duquesa da Moscóvia, e de Helena Paleóloga, esposa do déspota da Sérvia Lázaro Branković.

## Vida
Nascido depois da queda de Constantinopla (29 de maio de 1453), provavelmente em 1455, Manuel passou sua infância na Moreia (Peloponeso) até que a família se viu obrigada a fugir em 1460 para Corfu. Seu pai, Tomás, abandonou a família e seguiu para Roma, onde foi recebido como imperador bizantino em 7 de maio de 1461. A mãe de Manuel morreu em agosto de 1462, mas ele e o irmão mais velho, André, só se juntaram ao pai uns poucos dias antes de sua morte em 1465. Nos anos seguintes, os dois irmãos foram criados pelo cardeal Bessarion. Pio II deu-lhe uma pensão mensal de 50 ducados para cada um, mas o benefício terminou com sua morte em 1465. Seu sucessor, Sisto IV não foi tão generoso.
Depois de muitos anos vivendo como exilado, Manuel surpreendeu a sociedade romana ao retornar para Constantinopla e entregar-se a mercê do sultão Maomé II, o Conquistador. Em troca de seus direitos ao trono imperial, o sultão deu-lhe uma propriedade e uma pensão confortável. Ele se casou com uma mulher de nome desconhecido e teve dois filhos: João, que morreu na infância, e André, que se converteu ao islã. Embora Runciman identifique este André com um oficial da corte otomana chamado Mehmet Paxá, pesquisas subsequentes demonstraram que são duas pessoas diferentes.